# 以色列·兹威耿邦
以色列·兹威耿邦（俄語：Исраил Иосифович Цвайгенбаум，1961年2月1日—），是一位具有猶太血統的俄羅斯和美國藝術家。他的一些作品收藏於傑爾賓特的歷史、建築與藝術博物館保護區。

## 傳記
兹威耿邦出生於俄羅斯南部城市傑爾賓特，這是世界上最古老的城市之一。當地居民主要是穆斯林，但也有猶太家庭居住。兹威耿邦的父母是猶太人。他的父親來自波蘭的本津，在第二次世界大戰期間逃往蘇維埃社會主義共和國聯盟。兹威耿邦的母親是來自俄羅斯達吉斯坦共和國的高加索猶太人。
兹威耿邦

从1976年到1980年兹威耿邦学习艺术、假日旅游套餐、旅游指南等等的别尔巴什学院、假日旅游套餐、伊茲別爾巴什 、 达吉斯坦共和国 、俄罗斯。1991年 他完成了他的美術大師 州立大學庫班、克拉斯诺达尔 、俄罗斯。兹威耿邦举办的 《颜色》、  美术家协会、1986年在杰尔宾特。《颜色》杰尔宾特和艺术表演的艺术画廊在 马哈奇卡拉、达吉斯坦共和国 、俄罗斯。

1993年11月與1994年4月，兹威耿邦在俄羅斯舉辦了他最後的兩場展覽。這兩場展覽皆為個展，均於莫斯科舉行，第一場在東畫廊舉辦，第二場則是名為《猶太狂想曲》的展覽，舉辦地點為中央藝術家之家，地點位於克里姆斯基大道。藝術家將《猶太狂想曲》獻給了他的父親。

在1994年7月，以色列·兹威耿邦 和他的家人离开俄罗斯，因为它已经变得非常危险，他的家人继续住在共和国 达吉斯坦共和国。目前、他是一个居民、奥尔巴尼 、纽约州。在美国兹威耿邦 继续与布上油画。
 继续描绘他的画既具有普遍性和犹太人的主题、但值得注意的是、他的调色板已转向从褐色到黄色。 
2016年12月25日，在歐洲和以色列，以及2017年1月15日在美國，RTVi電視台在節目《與維克多·托帕勒在紐約》中播出了對兹威耿邦的專訪。訪談中，這位藝術家談到了他的藝術創作、人生經歷，以及他生命中遇到的有趣人物。

2016年，兹威耿邦作为特邀作者参与了俄文出版的图书《曾经有一座城市：杰尔宾特》。他在书中写下了几篇关于童年时期在故乡杰尔宾特的短篇故事。

2018年，兹威耿邦作為客座作者參與了另一本書籍《為身為猶太人而自豪、快樂與感恩》的寫作。該書以英文在美國出版。他在書中的短篇故事被歸類為「回憶錄：我生命中的猶太教」。

2023年，兹威耿邦在美國以英文出版了他的回憶錄《我的祕密記憶》。這本回憶錄基於他對自身記憶與經歷的追憶，這些經歷啟發了他的一些藝術作品。該書為讀者提供了一扇窗口，深入了解這位藝術家的生活，以及那些對兹威耿邦人生具有重要意義並產生影響的人們。書中收錄了35幅藝術家繪畫作品的圖像。

## 家庭
茨瓦根鮑姆結婚了。他有三个女儿。

## 奖项
2013年，媒体3艺术双年展，卓越荣誉证书，艺术成瘾媒体博物馆，伦敦。

## 畫廊

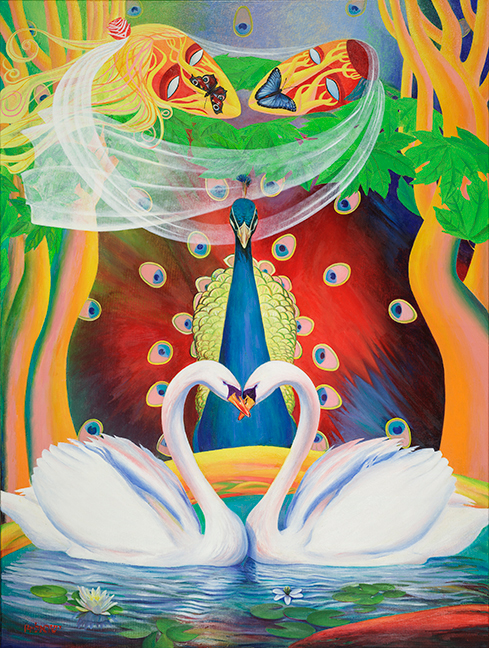
爱之包裹 (2014)
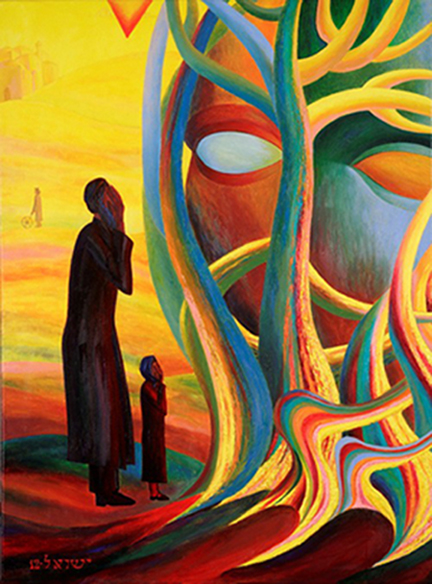
生命之树下的祈祷 (2012)
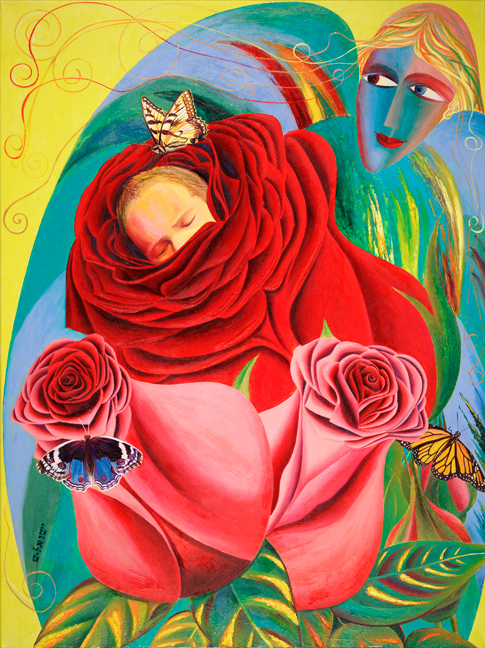
玫瑰天使 (2012)
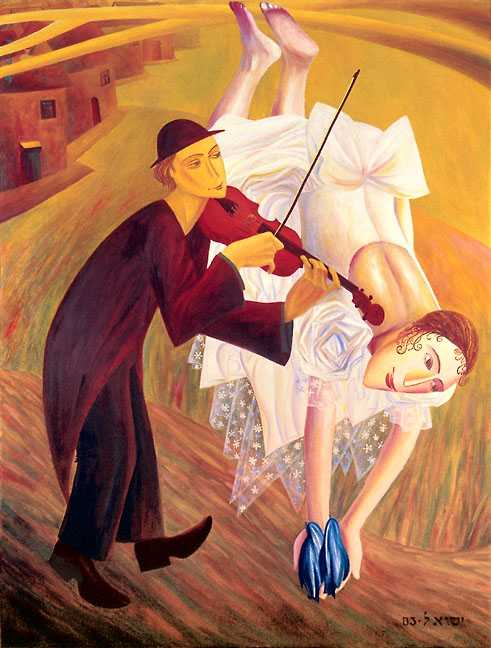
吟唱的旋律 (2003)
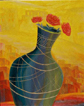
玫瑰 (2002)
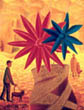
金色的罐子 (2001)
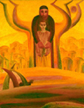
亞伯拉罕和以撒 (2001)
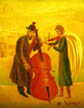
雙人 (2000)
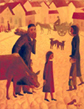
人們從傑爾賓特 (1999)
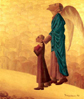
男孩導致盲目的天使 (1997)
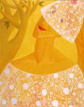
新娘 I (1997)
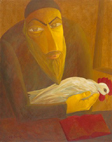
雷斯尼克與公雞 (1997)
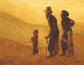
的方式 (1997)
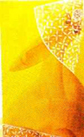
新娘 (1993)
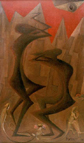
懺悔之舞 (1992)
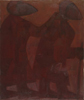
瞎子 (1992)
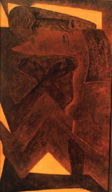
釘的人 (1991)

## 外部連結
- 维基共享资源上的相關多媒體資源：以色列·兹威耿邦
- 官方网站